# Monaster Zwiastowania w Niżynie
Monaster Zwiastowania (ukr. Благовіщенський монастир) – prawosławny kompleks klasztorny w Niżynie, wybudowany według projektu G. Ustinowa w pierwszej połowie XVIII w.

## Historia
Inicjatorem budowy cerkwi, a następnie klasztoru, był metropolita riazański i locum tenens Patriarchatu Moskiewskiego Stefan (Jaworski), który w 1702 osobiście wybrał miejsce pod jego budowę. Poświęcenie soboru, zwanego Nazaretem Bogurodzicy, nastąpiło 14 lat później. W 1721 metropolita przekazał cerkwi swoją bogatą bibliotekę z zaleceniem ochrony i poszerzania jej zbiorów (została po śmierci hierarchy przewieziona do Charkowa), a następnie postanowił sfinansować również organizację męskiego monasteru. Prace zostały ukończone jeszcze w pierwszej połowie XVIII w., jednak już po kilku dekadach istnienia monaster poważnie ucierpiał na skutek pożaru i władze kościelne planowały jego zamknięcie. Protesty mieszkańców Niżyna i przeprowadzona przez nich zbiórka pieniędzy na odbudowę obiektu pozwoliły jednak na zachowanie klasztoru. Ostatnie prace renowacyjne zostały przeprowadzone w latach 1803–1823 przez zespół pod kierownictwem Wiktora Czerniajewa, który dobudował do istniejących gmachów niewielką cerkiew Świętych Piotra i Pawła.
W czasach stalinowskich klasztor został przejęty przez państwo i zaadaptowany na magazyn. Całkowicie zniszczone lub rozgrabione zostało oryginalne wyposażenie monasteru, w tym dwa szczególnie czczone przez miejscową społeczność wizerunki: Korsuńską Ikonę Matki Bożej i wielkiego męczennika Jerzego. Przebudowano również jego ściany zewnętrzne, przebijając przez dziedziniec drogę dla traktorów. Nowa renowacja budynku, mająca na celu zwrócenie go wiernym, rozpoczęła się dopiero w 1999 i trwa nadal.